# Picenowie

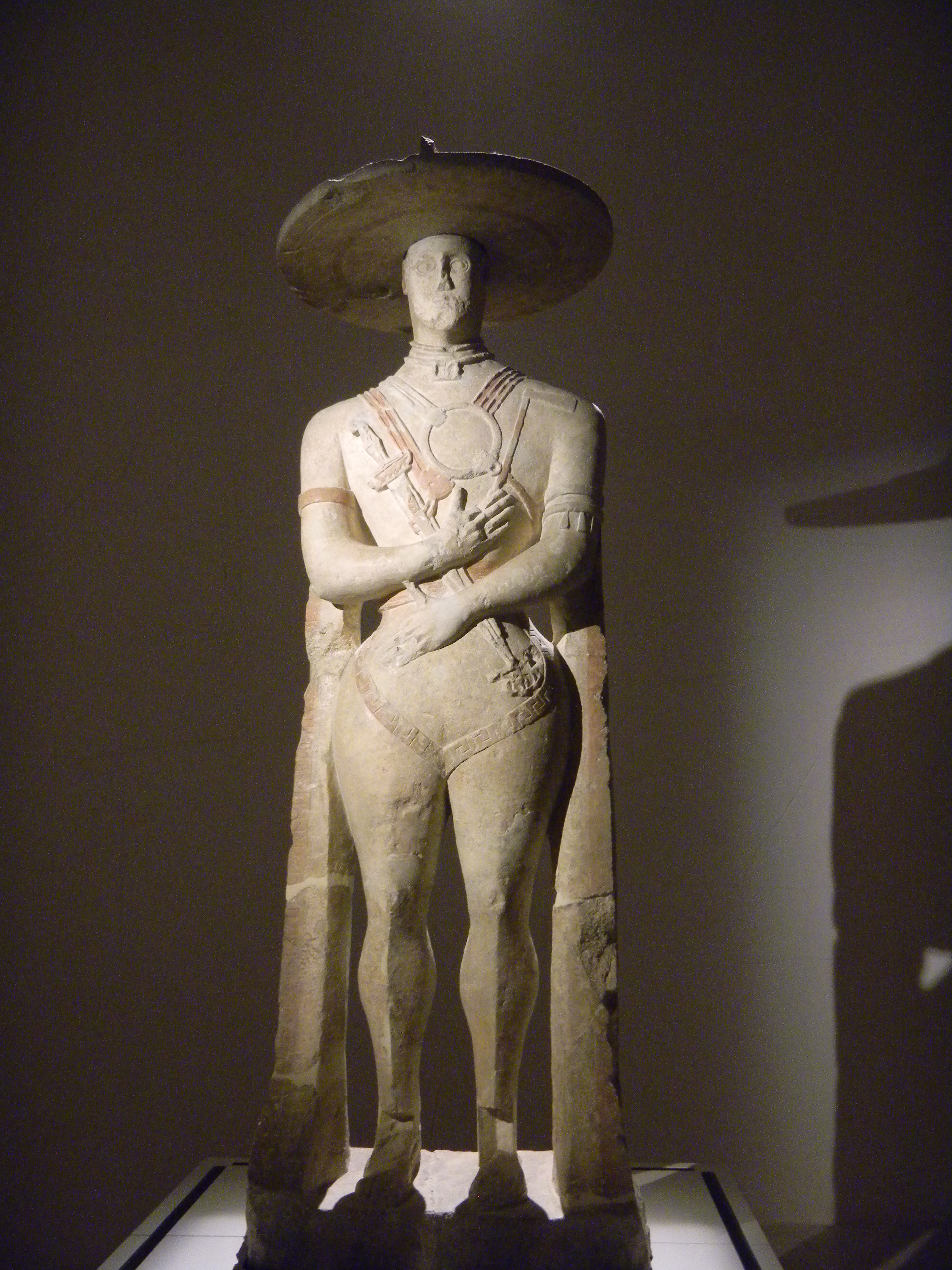
Pomnik nagrobny przedstawiający wojownika piceńskiego: Guerriero di Capestrano – Muzeum Archeologiczne w Abruzji Villa Frigerj – Chieti

Picenowie lub Picentowie – jedno z plemion italskich, które od dziewiątego do trzeciego wieku p.n.e. zamieszkiwało terytorium między rzekami Foglia i Aterno, graniczący od zachodu z Apeninami, a od wschodu z brzegami Adriatyku. Terytorium Piceno obejmowało cały współczesny region Marche i najbardziej wysuniętą na północ część Abruzji.

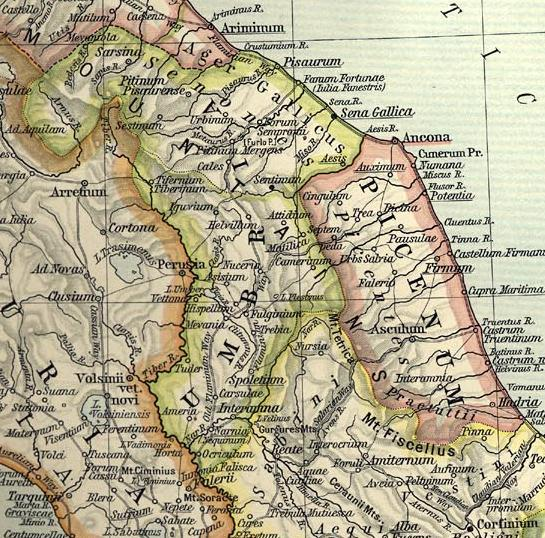
Terytorium zamieszkane przez Picenów, między rzekami Foglia i Aterno, w czasach Cesarza Augusta (mapa z Atlasu Historycznego)

Według tradycyjnej etnogenezy lud Picenów wywodzi się ze święta wiosny, w czasie którego z plemienia Sabinów, zamieszkującego środkową część Półwyspu Apenińskiego, w kierunku Adriatyku wyruszyła grupa młodzieży niosąc totem zielonego dzięcioła; z tego powodu współcześnie zielony dzięcioł został wybrany godłem regionu Marche.
Termin Piceni jest znany ze starożytnych źródeł greckich i łacińskich. Znaczenie etnonimu to „ci od dzięcioła”, etymologicznie powiązane z łacińskim słowem picus (dzięcioł).